# Manzelbrunnen

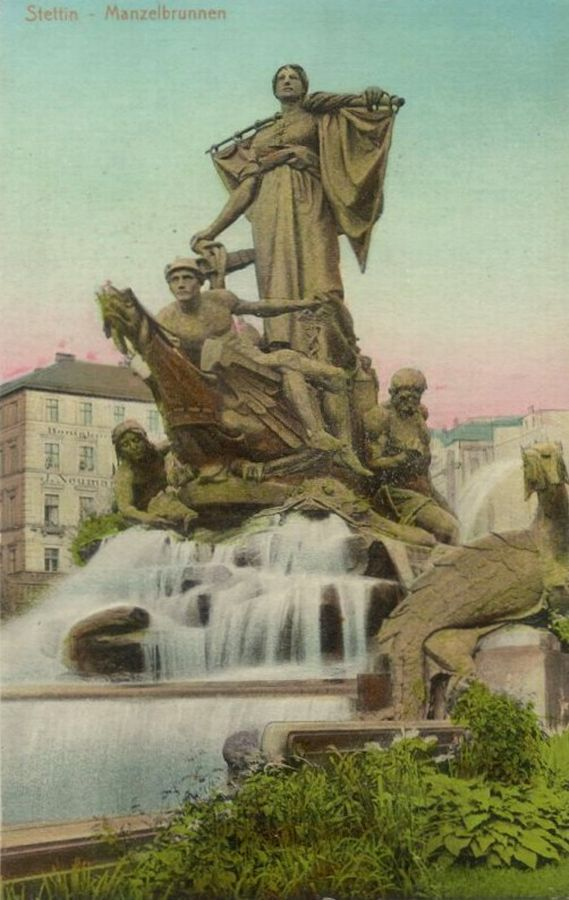
Manzelbrunnen von schräg vorn

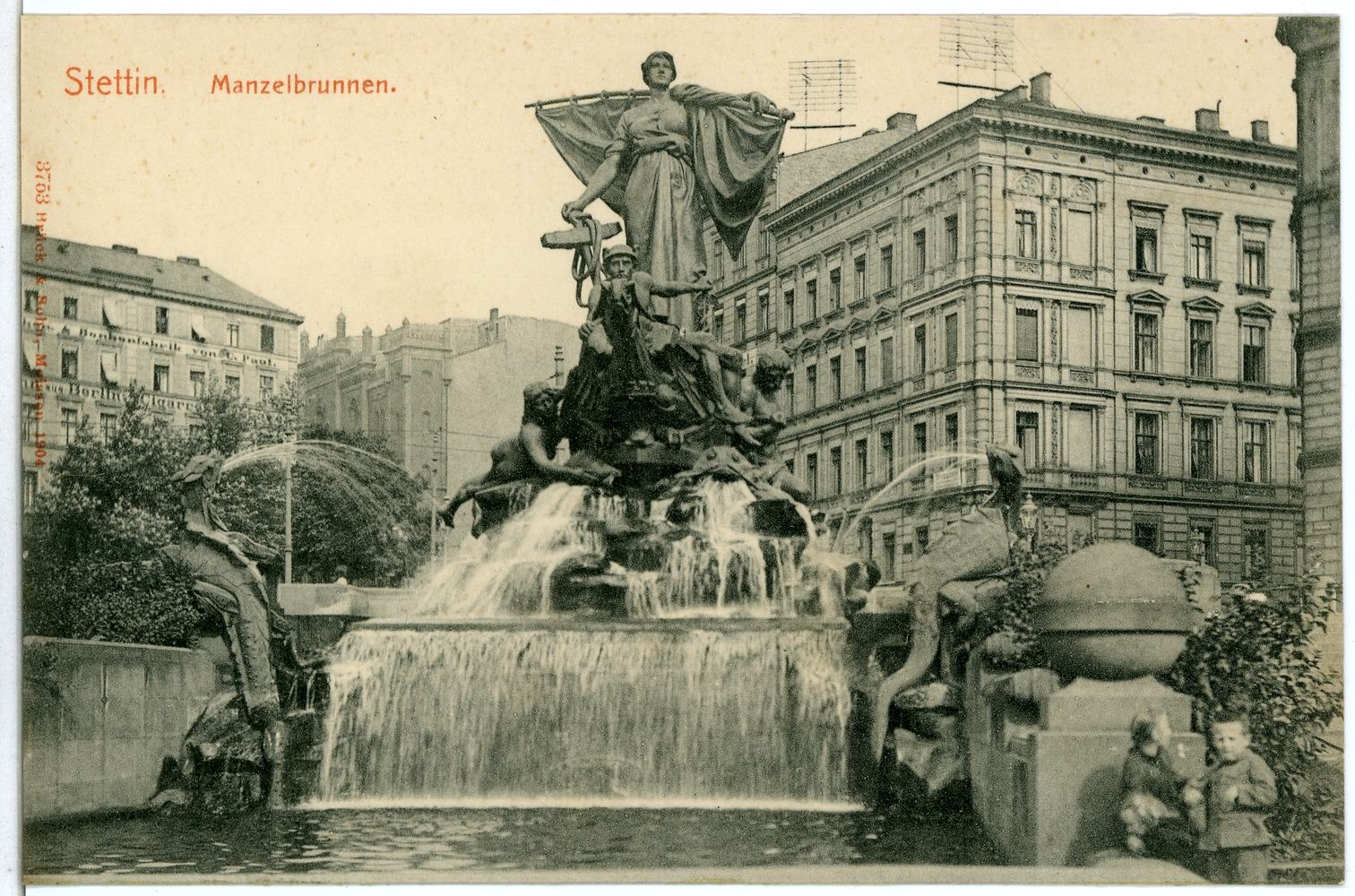
Manzelbrunnen von vorn

Der Manzelbrunnen ist ein monumentaler Brunnen in Stettin auf dem Platz vor dem Neuen Rathaus. Er entstand in Zusammenarbeit des Bildhauers Ludwig Manzel (für die Figuren) und des Architekten Otto Rieth (für die Brunnenarchitektur), die beide in Berlin ansässig waren. Nach Verlust der Brunnenfiguren und weiteren Beschädigungen im Zweiten Weltkrieg ist der Brunnen heute nur teilweise erhalten.

## Beschreibung
Im Mittelpunkt des Brunnens stand die allegorische Frauenfigur der „Sedina“, die die Stadt Stettin verkörpert. Sie hatte ein Segel geschultert, das auf eine Rah aufgezogen war, und hielt mit der rechten Hand einen neben ihr stehenden Schiffsanker fest. Sie stand in einem frei nachempfundenen Schiffskörper, zu ihren Füßen waren mehrere Begleitfiguren gruppiert, darunter Merkur (der antike Gott des Handels), ein Mann mit geballter Faust, der die Industrie repräsentiert, und zwei Najaden. Weiter unterhalb, im Bereich des Brunnenbeckens, waren zwei wasserspeiende Drachen angeordnet.

## Geschichte
Im späten 19. Jahrhundert erfuhr Stettin einen bedeutenden wirtschaftlichen Aufschwung, insbesondere durch den wachsenden Seehandel – 1898 wurde außer dem Brunnen auch der neue Freihafen eingeweiht. So stand der Brunnen „gewissermaßen als Symbol der aufstrebenden Stadt“. Bereits 1893–1894 wurde ein Wettbewerb zur Erlangung von Brunnenentwürfen durchgeführt, an dem sich außer Manzel weitere namhafte Bildhauer beteiligten.

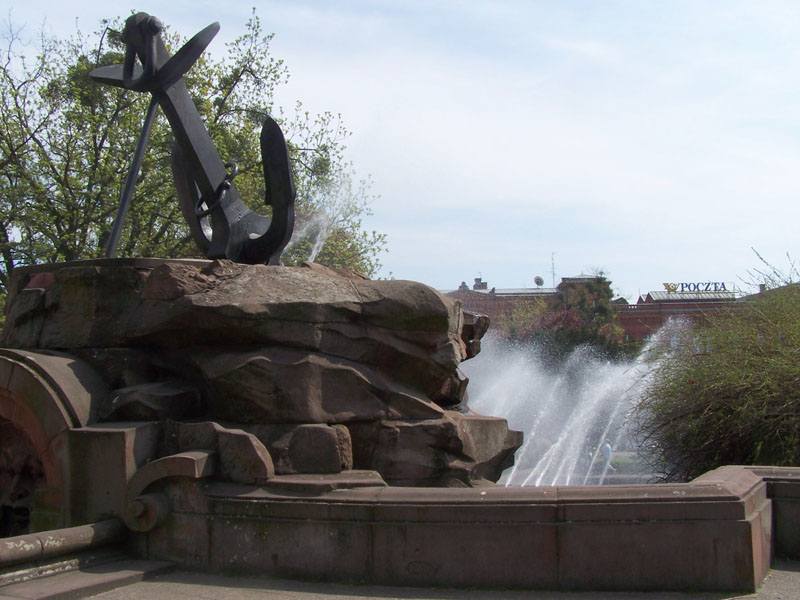
Brunnen mit dem Anker als Ersatz der verlorenen Figurengruppe (2007)

Während des Zweiten Weltkriegs wurden alle Bronze-Figuren des Brunnens 1942 demontiert und für Rüstungszwecke eingeschmolzen. Als nach dem Zweiten Weltkrieg Stettin an Polen kam, wurde der Brunnen mit einem Anker als neuem Mittelpunkt wieder hergerichtet. Seit 2004 gab es Bestrebungen zur Rekonstruktion des Brunnens. Im Oktober 2012 stimmte das Stadtparlament von Stettin dem Antrag einer Bürgerinitiative zu, eine neue Sedina-Figur auf dem Brunnen-Unterbau aufzustellen. Vorlage für eine Rekonstruktion könnte ein in Stettin museal erhaltenes Bozzetto von Manzels „Sedina“ sein.

## Rezeption

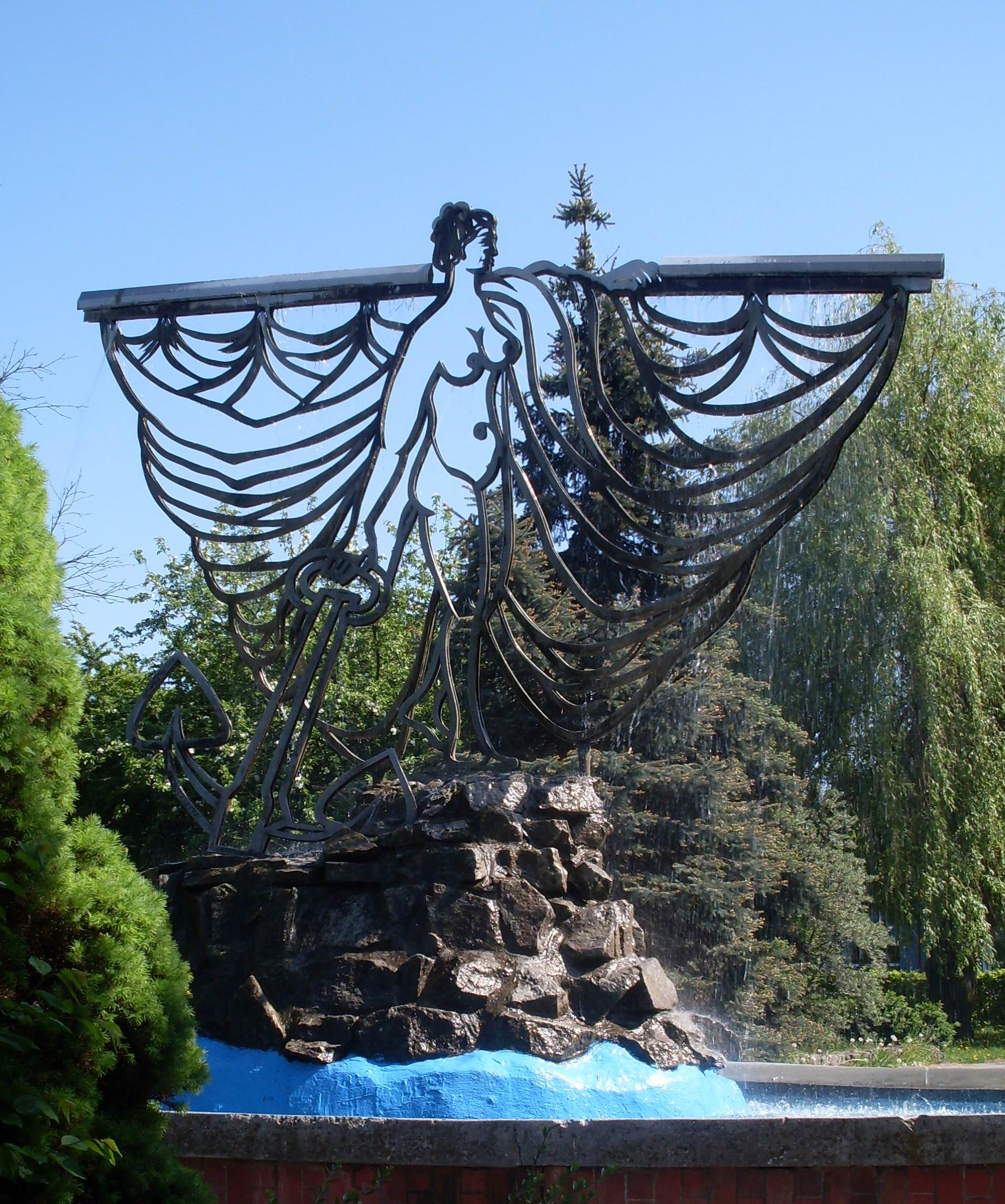
Sedina-Brunnen am Chrobry-Platz, Altstädter Ring in Police (2009)

Die Sedinafigur des Stettiner Brunnens diente als künstlerische Inspiration für den Mitte der 1980er-Jahre nach Entwürfen von Mieczysław Glib errichteten Sedina-Brunnen im polnischen Police.